# Lijst van inselbergen
Een inselberg is een geïsoleerde rotsheuvel, kop, richel of kleine berg die plotseling oprijst uit een licht hellend of nagenoeg gelijk niveau van de omliggende vlakte. De volgende lijst bevat opvallende inselbergen wereldwijd.

## Australië
- Uluṟu (Ayers Rock, 863 m) en Kata Tjuṯa (Mount Olga), beide in Uluru-Kata Tjuta National Park
- Murphy's Hay Stack[1]
- Mount Augustus, de grootste inselberg ter wereld
- Mount Conner (Attila)
- Mount Cooroora
- Mount Cooroy
- Mount Cooran[2]
- Mount Oxley (New South Wales)
- Pildappa Rock[3]
- Hyden Rock[4]

## Brazilië
- Suikerbroodberg (396 m) in Rio de Janeiro
- Pedra Agulha in Pancas, Espirito Santo

## Canada
- Gaff Topsail in Newfoundland
- Mount Sylvester in Newfoundland
- Mount Carleton in New Brunswick
- Mount Cheminis in Quebec[5]
- Mont Megantic in Quebec near Scotstown,qb.

## Colombia
- El Peñón de Guatapé (La Piedra de Peñol), Antioquia

## Hongarije
- Somló

## Italië
- Rocca di Cavour, Cavour, Piëmont

Ivoorkust
- Mont Niénokoué in Nationaal Park Taï

## Madagaskar
- Mount Angavokely
- Pic Boby, deel van het Andringitramassief

## Malawi
- Mulanjemassief

## Mali
- Hand van Fatima

## Mozambique
- Aliti

## Nigeria
- Wase Rock in Plateau

## Noorwegen
- Hårteigen

## Portugal
- Monsanto da Beira

## Servië
- Fruška gora

## Tunesië
- Jugurtha Tableland

## Verenigd Koninkrijk
- Suilven in Schotland
- The Wrekin in Engeland

## Verenigde Staten
- Mount Monadnock in New Hampshire
- Baraboo Range in Wisconsin
- Crowder's Mountain en The Pinnacle, nabij Kings Mountain in North Carolina
- Enchanted Rock in Texas
- Diverse in Joshua Tree National Park in zuidelijk Californië
- Little Mountain in Newberry County in South Carolina
- Paris Mountain in Greenville in South Carolina
- Monadnock Mountain in noordelijk Vermont
- Mount Ascutney in zuidelijk Vermont
- Mount Wachusett in Massachusetts
- Panola Mountain in Georgia
- Pilot Mountain in North Carolina
- Rib Mountain in Wisconsin
- Stone Mountain in Georgia
- Stone Mountain in North Carolina
- Sugarloaf Mountain in Maryland
- Double Mountain in Texas
- Mount Angel in Oregon
- Willis Mountain in Virginia
- Chief Mountain (2768 m) in Montana
- Glassy Mountain bij Pickens in South Carolina
- Thicketty Mountain in Cherokee County in South Carolina

## Venezuela
- Piedra del Cocuy

## Zimbabwe
- Castle Beacon in het Bvumbagebergte